# Radni logor
Radni logor podvrsta je koncentracijskih logora u kojem zatočenici moraju obavljati prisilni rad.
Zatvaranje u radni logor predstavlja kaznu za kaznena djela, ali i za politički i ideološki nepodobnu rasnu ili klasnu pripadnost te političke ili vjerske poglede, a služi i ekonomskim interesima, to jest iskorištavanju radne snage.

## Povijest
Tijekom povijesti postojali su različiti oblici radnih logora. 
Neke od primjera iz povijesti predstavljaju:
- skupna zatvaranja robova u Rimskom carstvu ili antičkojGrčkoj (npr. gladijatori)
- prisilni rad u Europi u doba srednjeg vijeka
- radne logore i prisilni rad u zatvorima Ruskog Carstva
- sovjetski radni logori (gulazi)
- radni i drugi logori u nacionalsocijalistizmu u Njemačkoj, fašističkoj Italiji, ustaškoj NDH
- 1 000 000 Nijemaca u poratnom je razdoblju bilo prisiljeno raditi u radnim logorima Francuske (rudnici) i Ujedinjenog Kraljevstva (poljoprivreda) u ime ratne odštete.
- 500 000 Nijemaca u poratnom je razdoblju bilo prisiljeno raditi za Military Labor Service Units američke vojske u Njemačkoj.
- radni logori u SFR Jugoslaviji bili su Logor Knićanin, Radni logor Valpovo i Logor Krndija u poratnom razdoblju te Goli otok (1946. – 1956.)
- radni logori u realsocijalističkim državama: Kini, Vijetnamu, Sjevernoj Koreji i Kambodži

## Sadašnjost
U današnje doba radni logori još uvijek postoje u Kini, na Kubi i u Sjedinjenim Američkim Državama gdje se zatvorenici dobrovoljno javljaju za te poslove. Ako odbijaju raditi, zatvorske im se kazne produžuju, a, ako obavljaju poslove, mjesečna plaća zna im biti samo 60 američkih dolara tako da američki i kineski radni logori jako nalikuju jedni drugima.